# Sri Indriyani
Sri Indriyani (Surakarta, 12 novembre 1978) è un'ex sollevatrice indonesiana medagliata olimpica e mondiale che ha gareggiato nelle categorie dei pesi mosca (fino a 46 kg.) e dei pesi gallo (fino a 48 kg.).

## Carriera
Dopo essere stata campionessa mondiale juniores nel 1996 e nel 1997, Sri Indriyani vinse la medaglia di bronzo tra i senior ai Campionati mondiali di Chiang Mai 1997, nei pesi mosca, con 170 kg. nel totale, e ai Giochi Asiatici di Bangkok 1998 con 180 kg. nel totale, nella categoria dei pesi gallo, ove era nel frattempo passata.
L'anno seguente vinse la medaglia d'argento ai Campionati mondiali di Atene con 185 kg. nel totale, dietro alla bulgara Donka Minčeva (192,5 kg.) e davanti alla giapponese Kaori Niyanagi, la quale terminò con lo stesso risultato di Indriyani ma con un peso corporeo superiore a quello dell'indonesiana.
Nel 2000 Indriyani partecipò alle Olimpiadi di Sydney, dove il sollevamento pesi femminile faceva il suo esordio olimpico, terminando la gara al 4º posto finale con 182,5 kg. nel totale, ma venendo in seguito avanzata alla medaglia di bronzo a seguito della squalifica postuma per doping della prima classificata di quella competizione, la bulgara Izabela Rifatova-Dragneva.
Nel 2002 Sri Indriyani si ritirò dall'attività agonistica.
Successivamente è stata allenatrice della squadra nazionale femminile indonesiana di sollevamento pesi e poi diventò un'impiegata postale.